# ويليام ويرتز
ويليام ويرتز (بالإنجليزية: William Wirtz)‏ هو مدرب كرة سلة أمريكي، ولد في 25 يونيو 1887 في ساندويتش في الولايات المتحدة، وتوفي في 14 يونيو 1965 في ديكالب في الولايات المتحدة.